# Dewey Mitchell
David Dewey Mitchell (ur. 9 września 1956 w St. Petersburg na Florydzie) – amerykański judoka. Olimpijczyk z Los Angeles 1984, gdzie zajął jedenaste miejsce w kategorii open.
Piąty na mistrzostwach świata w 1981; uczestnik turnieju w 1983 roku.

## Letnie Igrzyska Olimpijskie 1984
| Konkurencja | Rundy eliminacyjne  | Klas. końcowa |
| Konkurencja | Przeciwnik I        | Miejsce       |
| ----------- | ------------------- | ------------- |
| Open        | Fred Blaney (CAN) P | 11.           |